# Валь-Реццо
Валь-Реццо (итал. Val Rezzo) — коммуна в Италии, находится в регионе Ломбардия, в провинции Комо.
Население составляет 217 человек (2008), плотность населения составляет 36 чел./км². Занимает площадь 6 км². Почтовый индекс — 22010. Телефонный код — 0344.
Покровителями коммуны почитаются святые Антоний Великий, празднование 17 января, и Бенедикт. В коммуне 15 августа особо празднуется Успение Пресвятой Богородицы.

## Демография
Динамика населения:

## Администрация коммуны
- Официальный сайт: http://val-rezzo.corriere.it.